# Chimbas (departement)
Chimbas is een departement in de Argentijnse provincie San Juan. Het departement (Spaans:  departamento) heeft een oppervlakte van 62 km² en telt 73.829 inwoners.

## Plaatsen in departement Chimbas
- Chimbas
- El Mogote
- Villa Paula Albarracín de Sarmiento